# 恶魔之星
恶魔之星（Demonstar，经常被误称为“雷电III”）是一个飞行射击游戏，并且可以非常快地上手，没有复杂的游戏系统，并且拥有调试模式和地图编辑器。

## 装备

### 辅助弹药
辅助弹药，是配合着主要弹药来进攻敌方飞船的，辅助弹药分四种，有三种很容易得到，分别是激光弹、机关枪弹和离子炮弹，其中离子炮弹进攻性最强。另外一种辅助弹药很难找到，这种弹药的名字叫磁力炮弹，跟跟踪导弹一样能够跟踪敌方飞船，并发起攻击。

### 导弹
导弹分两种，一种是普通导弹，只能向前发射，另一种是跟踪导弹，跟磁力炮弹的作用相似，只是攻击力更强。

### 炸弹
炸弹分三种，有两种很容易得到，分别是重磅炸弹和散射炸弹，而剩下的一种得到的几率很小，它的名字叫蓝色激光发射弹（不该归为炸弹）。

### 侧炮和尾炮
这两种炮弹只在特殊时使用，可以从侧面与后面攻击敌人。

## 名称歧义
在中国，大多数人都把它叫做“雷电III”，但是，它真正的译名并不是雷电III，而是“恶魔之星”，雷电III是另外一个日本游戏公司MOSS的产品。

## 其他特殊版本：隐秘任务系列
隐秘任务系列也是 Mountain King Studios 制作的，有两个版本，分别是隐秘任务1和隐秘任务2，这两个版本本质上与 Demonstar 区别不大，但是关卡和环境贴图都有变动。

## 其他特殊版本：Demonstar Classic（恶魔之星：经典）
Demonstar Classic 是 Reflexive Arcade 与 Mountain King Studios 合作制作的版本，去除了调试模式和地图编辑器，而且只能全屏玩，设置也过于简单。